# Jacques Antoine de Barry
Pour les articles homonymes, voir Barry.
 (septembre 2017).
Si vous disposez d'ouvrages ou d'articles de référence ou si vous connaissez des sites web de qualité traitant du thème abordé ici, merci de compléter l'article en donnant les références utiles à sa vérifiabilité et en les liant à la section « Notes et références ».
Jacques Antoine de Barry, né à Bordeaux le 18 juin 1922 et mort à Paris 7e le 4 juin 2003, est un militaire français.

## Biographie
Né à Bordeaux le 18 juin 1922, il s'est engagé volontaire pour la durée de la guerre, le 20 juin 1940, à 18 ans.
Il embarque pour l'Afrique du nord : Casablanca puis Alger où il intègre un peloton. Résolu à devenir Saint-cyrien, il rentre en France et arrive à Sainte-Geneviève en novembre 1941. Il est reçu à l'École spéciale militaire de Saint-Cyr en 1942 ; il rejoint sa Promotion "Croix de Provence" à Aix, où s'est replié l'ESM. Puis le 27 novembre au matin, les mitrailleuses allemandes sont dans la cour et les Allemands intiment l'ordre aux élèves officiers de leur rendre les armes. Les élèves durent, malgré l'armistice, passer et laisser tomber chacun leur arme aux pieds des officiers allemands selon un cérémonial digne des redditions à Rome.
Il prit la décision d'entrer dans la Résistance et fondera l'ORA à Paris (Organisation de résistance de l'Armée) en décembre 1942 jusqu'à son arrestation fin avril 1944. Il fit sienne la devise de sa famille : "Boutez en avant".

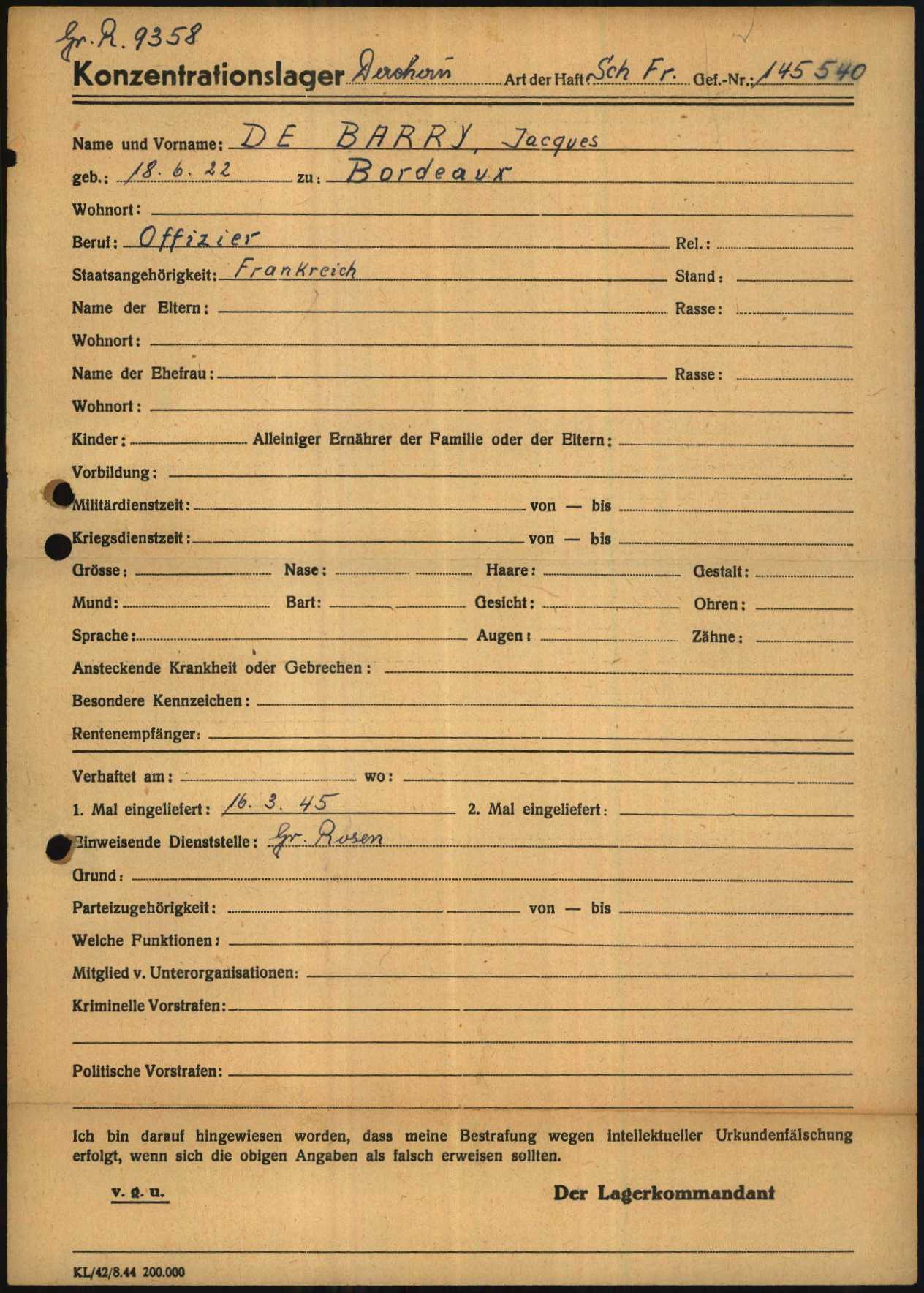
Formulaire d'enregistrement de Jacques Antoine de Barry en tant que prisonnier dans le camp de concentration nazi de Dachau

Dix-sept mois vont s'écouler, gros en événements de toute nature. Des liens d'amitié, de camaraderie, de respect ont été forgés. Certains d'entre eux seront interrompus par la mort. La plupart résisteront au temps. Les activités vibrionnaires de cette organisation n'ont eu qu'un seul objectif : bouter l'ennemi hors de France. Le tandem Barry / Sesmaisons (son meilleur ami) s'est engagé jusqu'au sacrifice dans ce combat. Fin 1943, Jacques de Barry pressentit un certain nombre de camarades et se trouvait à la tête de quatre agents qui constitueront le noyau initial du bureau de liaison de l'ORA à Paris : Sesmaisons, Pierre-Duplaix et Rouer ainsi que de Jean Rébillard. Après avoir rencontré le commandant Cogny, chef d'état-major de l'ORA, ce dernier le pressa de se mettre au service de M. Victor. C'est ainsi que Jacques de Barry devint l'aide de camp du général Verneau mi-1943. Ce dernier fut arrêté en novembre 1943, c'est le général Revers qui devient le nouveau chef de l'ORA jusqu'à la propre arrestation de Jacques de Barry en février 1944. Arrêté par la Gestapo, torturé et déporté dans les camps d'Auschwitz, Buchenwald, Flossenbürg, Kamenz et Dachau. Il est libéré en 1945 et rapatrié par l'ambulance pontificale.

## Activités après la guerre
Il reprend du service en 1946 comme officier de cavalerie en Allemagne. Capitaine, il commande un escadron de Spahis en Indochine, ensuite fait partie du Cabinet du maréchal de Lattre de Tassigny. Reçu à l'École d'état-major en 1952, il tient divers emplois dans les Forces Française d'Allemagne. En 1957 il est en Algérie, comme chef d'escadron du 16e Dragons ; en 1959, il est reçu à l'École de guerre ; il sert l'administration centrale et en 1964 il prend comme lieutenant-colonel le commandement du 4e Hussards de Besançon. De 1966 à 1970, il sert auprès du ministre de la Défense. Promu général à 48 ans, il commande la 2e Brigade blindée de 1970 à 1972. De 1972 à 1975 il commande en Bretagne, l'École spéciale militaire de Saint-Cyr et l'École militaire interarmes à Coëtquidan. Il est nommé divisionnaire. De 1975 à 1977 il commande la 4e Division à Verdun, puis à Nancy où il est nommé Gouverneur militaire de Nancy; il reçoit sa quatrième étoile à 54 ans. De 1977 à 1980, il assume les fonctions de Gouverneur militaire de Paris et commandant de la Première région militaire ; chargé de mettre sur pied le 3e Corps d'Armée. Il est promu général d'armée à 57 ans, il occupe de 1980 à 1981 les fonctions de Gouverneur militaire de Strasbourg et commande la Ire Armée. En 1981, il est appelé à remplir les fonctions de SGDN (secrétaire général de la défense nationale). Il prend sa retraite en qualité de haut fonctionnaire de l'État en 1987. Il meurt à Paris le 3 juin 2003.

## Décorations
- Commandeur de la Légion d'honneur
- Commandeur de l'ordre national du Mérite
- Médaillé de la Résistance
- Titulaire d'autres décorations françaises et étrangères comme l'Ordre de l'Éléphant du Danemark